# 프리미어파트너스
프리미어파트너스 유한회사(Premier Partners)는 대한민국의 벤처캐피탈 펀드운용사이다.
2023년 성과보수가 588억 원에서 214억 원으로 하락하여 매출이 하락하였다.

## 역사
2005년에 설립되었다.

## 투자분야
- 소비재
- 헬스케어
- 모바일
- 디지털 콘텐츠

## 투자 기업
- 온코닉테라퓨틱스
- 비바리퍼블리카
- 큐리언트
- 라인스튜디오[4]
- 지니언스
- SK아이이테크놀로지
- 바로고